# Han Kyo-won
Han Kyo-won (한교원?, 韓敎元?; Incheon, 15 giugno 1990) è un calciatore sudcoreano, attaccante del Suwon in prestito dal Jeonbuk Hyundai.

## Carriera

### Nazionale
Ha esordito in nazionale nel 2014.

## Statistiche

### Cronologia presenze e reti in nazionale
| Cronologia completa delle presenze e delle reti in nazionale ― Corea del Sud | Cronologia completa delle presenze e delle reti in nazionale ― Corea del Sud | Cronologia completa delle presenze e delle reti in nazionale ― Corea del Sud | Cronologia completa delle presenze e delle reti in nazionale ― Corea del Sud | Cronologia completa delle presenze e delle reti in nazionale ― Corea del Sud | Cronologia completa delle presenze e delle reti in nazionale ― Corea del Sud | Cronologia completa delle presenze e delle reti in nazionale ― Corea del Sud | Cronologia completa delle presenze e delle reti in nazionale ― Corea del Sud |
| Data                                                                         | Città                                                                        | In casa                                                                      | Risultato                                                                    | Ospiti                                                                       | Competizione                                                                 | Reti                                                                         | Note                                                                         |
| ---------------------------------------------------------------------------- | ---------------------------------------------------------------------------- | ---------------------------------------------------------------------------- | ---------------------------------------------------------------------------- | ---------------------------------------------------------------------------- | ---------------------------------------------------------------------------- | ---------------------------------------------------------------------------- | ---------------------------------------------------------------------------- |
| 5-9-2014                                                                     | Bucheon                                                                      | Corea del Sud                                                                | 3 – 1                                                                        | Venezuela                                                                    | Amichevole                                                                   | -                                                                            | 87’                                                                          |
| 10-10-2014                                                                   | Cheonan                                                                      | Corea del Sud                                                                | 2 – 0                                                                        | Paraguay                                                                     | Amichevole                                                                   | -                                                                            | 71’                                                                          |
| 14-10-2014                                                                   | Seul                                                                         | Corea del Sud                                                                | 1 – 3                                                                        | Costa Rica                                                                   | Amichevole                                                                   | -                                                                            | 83’                                                                          |
| 14-11-2014                                                                   | Amman                                                                        | Giordania                                                                    | 0 – 1                                                                        | Corea del Sud                                                                | Amichevole                                                                   | 1                                                                            | 65’                                                                          |
| 4-1-2015                                                                     | Sydney                                                                       | Arabia Saudita                                                               | 0 – 2                                                                        | Corea del Sud                                                                | Amichevole                                                                   | -                                                                            | 46’                                                                          |
| 10-1-2015                                                                    | Canberra                                                                     | Corea del Sud                                                                | 1 – 0                                                                        | Oman                                                                         | Coppa d'Asia 2015 - 1º turno                                                 | -                                                                            | 78’                                                                          |
| 17-1-2015                                                                    | Brisbane                                                                     | Australia                                                                    | 0 – 1                                                                        | Corea del Sud                                                                | Coppa d'Asia 2015 - 1º turno                                                 | -                                                                            | 58’ 76’                                                                      |
| 26-1-2015                                                                    | Sydney                                                                       | Corea del Sud                                                                | 2 – 0                                                                        | Iraq                                                                         | Coppa d'Asia 2015 - Semifinale                                               | -                                                                            | 46’                                                                          |
| 27-3-2015                                                                    | Daejeon                                                                      | Corea del Sud                                                                | 1 – 1                                                                        | Uzbekistan                                                                   | Amichevole                                                                   | -                                                                            | 86’                                                                          |
| 31-3-2015                                                                    | Seul                                                                         | Corea del Sud                                                                | 1 – 0                                                                        | Nuova Zelanda                                                                | Amichevole                                                                   | -                                                                            | 46’                                                                          |
| Totale                                                                       |                                                                              | Presenze                                                                     | 10                                                                           |                                                                              | Reti                                                                         | 1                                                                            |                                                                              |